# Offensive (jeu vidéo)
Offensive est un jeu vidéo de type wargame tactique en temps réel développé par Wave Software et publié par Ocean Software en 1996 sur PC.

## Accueil
| Offensive |      |       |
| Média     | Pays | Notes |
| GameSpot  | US   | 36 %  |
| Gen4      | FR   | 2/5   |
| Joystick  | FR   | 60 %  |
| PC Team   | FR   | 84 %  |